# Angelo Massagli
Angelo Massagli (* 1992) ist ein US-amerikanischer Schauspieler.

## Leben
1997 begann seine Schauspielkarriere mit zwei Auftritten in der TV-Serie Cosby. Er spielte 2003 Frankie in School of Rock und die Rolle des Bobby Baccalieri junior in zahlreichen Folgen der amerikanischen Mafiaserie Die Sopranos.

## Filmografie
- 1997: Cosby (Fernsehserie, 2 Episoden)
- 2001: Third Watch – Einsatz am Limit (Third Watch) (Fernsehserie, 1 Episode)
- 2002: Stuart Little 2
- 2002–2007: Die Sopranos (The Sopranos) (Fernsehserie, 18 Episoden)
- 2003: School of Rock
- 2009: Cupid (Fernsehserie, 1 Episode)